# Fritz von Opel

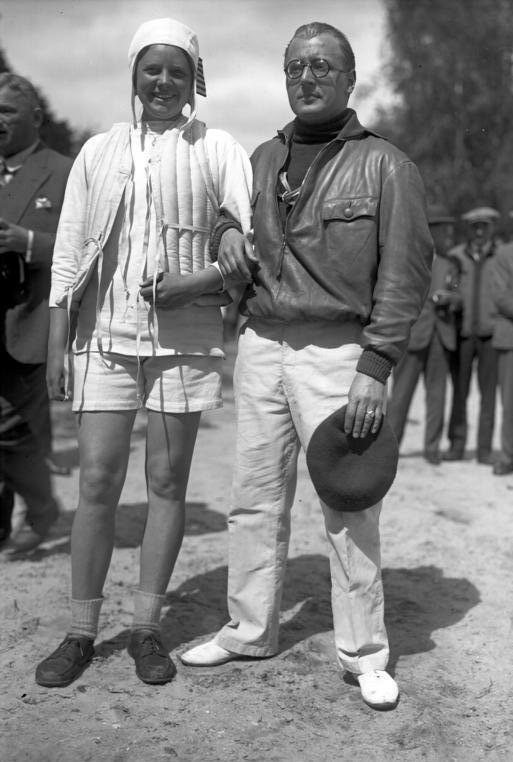
Fritz von Opel (direita) na corrida internacional de barcos a motor, 1928.

Fritz Adam Hermann Opel (a partir de 1918 von Opel; Rüsselsheim, Grão-Ducado de Hesse, 4 de maio de 1899 — 8 de abril de 1971) foi um empresário alemão.
Neto de Adam Opel, fundador da Adam Opel AG, e filho de Wilhelm von Opel. É conhecido por suas demonstrações de veículos impulsionados por foguetes, incluindo motocicletas, o que rendeu a ele o apelido de "Rocket Fritz".
Seu filho, Rikky von Opel, correu pela Fórmula 1 nos anos 70, mas não obteve sucesso.